# Крижаний страх
Крижаний страх (англ. Cold Meat) — канадо-британський трилер 2023 року.

## Сюжет
Події розгортаються навколо невеликої групи людей, які опиняються у сніговій пастці на гірській дорозі . Вони змушені боротися не лише з природою, а й зі своїми власними страхами та побутовими проблемами, що загрожують їхньому виживанню.

## Критика
На сайті IMDB фільм отримав середню оцінку 5,3/10.
Агрегатор Rotten tomatoes дав різко негативну оцінку фільму.